# Algemene verkiezingen in Zambia (2001)

De kiesdistricten gewonnen door Mwanawasa zijn rood gekleurd, de districten die blauw zijn gekleurd zijn gewonnen door Mazoka, de paarse, groene en oranje districten werden gewonnen door respectievelijk Miyanda, Tembo en Tilyenji Kaunda.

De algemene verkiezingen in Zambia van 2001 vonden op 27 december 2001 plaats. Zij behelsden de verkiezing van een nieuwe Nationale Vergadering (parlement) en een nieuwe president. 

## Presidentsverkiezingen
De kandidaat van de Movement for Multiparty Democracy (MMD), Levy Mwanawasa, won de verkiezingen met 28,69% van de stemmen. Zijn voornaamste uitdager, Anderson Mazoka van de United Party for National Development (UPND) bleef steken op 26,76% van de stemmen. De verkiezingen waren echter niet geheel democratisch verlopen en de uitslag is mogelijk gemanipuleerd ten nadele van Mazoka, die volgens sommigen de verkiezingen had gewonnen. In ieder geval was Mazoka ervan overtuigd dat hij de verkiezingen had gewonnen. Maar op 2 januari 2002 werd Mwanawasa ingezworen als de nieuwe president van Zambia.
| Kandidaat                         | Kandidaat                         | Partij                                | Stemmen   | %     |
| --------------------------------- | --------------------------------- | ------------------------------------- | --------- | ----- |
|                                   | Levy Mwanawasa                    | Movement for Multiparty Democracy     | 506.694   | 28,69 |
|                                   | Anderson Mazoka                   | United Party for National Development | 472.697   | 26,76 |
|                                   | Chris Tembo                       | Forum for Democracy and Development   | 228.861   | 12,96 |
|                                   | Tilyenji Kaunda                   | United National Independence Party    | 175.898   | 9,96  |
|                                   | Godfrey Miyanda                   | Heritage Party                        | 140.678   | 7,96  |
|                                   | Benjamin Mwila                    | Zambia Republican Party               | 85.472    | 4,84  |
|                                   | Michael Sata                      | Patriotic Front                       | 59.172    | 3,35  |
|                                   | Overige kandidaten                |                                       | 86.476    | 3,88  |
| Ongeldige stemmen/ blanco stemmen | Ongeldige stemmen/ blanco stemmen | Ongeldige stemmen/ blanco stemmen     | 66.248    | 5,26  |
| Totaal                            | Totaal                            | Totaal                                | 1.737.948 | 100   |
| Geregistreerde kiezers/ opkomst   | Geregistreerde kiezers/ opkomst   | Geregistreerde kiezers/ opkomst       | 2.604.761 | 76,8  |
| Bron: AED                         |                                   |                                       |           |       |

## Nationale Vergadering
Onder de benoemde leden (9) bevindt zich ook de voorzitter (Speaker). 
| Partij                          | Partij                                | Zetels    | %     |
| ------------------------------- | ------------------------------------- | --------- | ----- |
|                                 | Movement for Multiparty Democracy     | 69        | 28,02 |
|                                 | United Party for National Development | 44        | 23,77 |
|                                 | Forum for Democracy and Development   | 12        | 15,58 |
|                                 | United National Independence Party    | 13        | 10,59 |
|                                 | Heritage Party                        | 4         | 7,55  |
|                                 | Zambia Republican Party               | 1         | 5,54  |
|                                 | Patriotic Front                       | 1         | 2,82  |
|                                 | Onafhankelijke kandidaten             | 1         | 3,39  |
|                                 | Overige kandidaten                    | 0         | 2,75  |
| Benoemingen                     | Benoemingen                           | 9         |       |
| Totaal                          | Totaal                                | 159       |       |
| Geregistreerde kiezers/ opkomst | Geregistreerde kiezers/ opkomst       | 2.604.761 | 67,24 |
| Bron: AED                       |                                       |           |       |

Presidentsverkiezingen: 1968 · 1973 · 1978 · 1983 · 1988 · 1991 · 1996 · 2001 · 2006 · 2008 · 2011 · 2015 · 2016 · 2021

Parlementsverkiezingen: 1968 · 1973 · 1978 · 1983 · 1988 · 1991 · 1996 · 2001 · 2006 · 2011 · 2016 · 2021

Referenda: 1969 · 2016